# Rudaw Media Network
Rûdaw Media Network (abgekürzt: Rûdaw) ist ein privatrechtlicher kurdischer Fernsehsender mit Sitz in Erbil in der Autonomen Region Kurdistan. Hauptaugenmerk liegt auf der Region Kurdistan, dem Nahen Osten, Europa und den USA. „Rûdaw“ ist kurdisch und bedeutet Geschehnis oder Ereignis.
Das Unternehmen steht der Demokratischen Partei Kurdistans und Nêçîrvan Barzanî nahe.

## Fernsehen
Der TV-Sender kann in Europa, den USA und dem Nahen Osten über Nilesat und Eutelsat empfangen werden. Daneben kann der Sender auch über das Internet empfangen werden.

## Radio
Der Radiosender kann über Kurzwellen im ganzen Nahen Osten empfangen werden. Ein Livestream ermöglicht es darüber hinaus, den Sender auch über das Internet zu empfangen. Rudaw Radio wird über die Satelliten Y1A, Türksat 3A, Hotbird 13C und Eutelsat 7B ausgestrahlt.

## Zeitschrift
Wöchentlich wird in der Autonomen Region Kurdistan und in Europa eine Zeitschrift veröffentlicht. Beide Versionen beinhalten Themen über die jeweilige Region.

## Digitale Plattform
Die Digitale Plattform bietet Nachrichten auf Kurdisch, Englisch, Arabisch und Türkisch an. Sowohl Videos als auch schriftlich verfasste Artikel können abgerufen werden.